# Málagai kikötő
A málagai kikötő nemzetközi kereskedelmi és utasforgalmi kikötő Málagában, a Costa del Sol turisztikai régió legfőbb kikötője.
Fontos állomás az óceánjáró hajóskörutakon, illetve a teherszállításban a konténerhajók egyik fontos kikötője. Emellett kisebb halászflottával is rendelkezik a kikötő.

## Történelem

### Ókor és középkor
Málaga kikötőjét Kr. e 1000 körül alapították a föníciaiak akik Türoszból hajóztak át. Málaga nevét, valószínűleg a föníciai Malaka szóból kapta, ami sót jelent, hisz a dokkon sózták a kifogott halakat.
Az ókori rómaiak alatt a kikötő fontos import–export feladatokat látott el: ásvány-, kerámia-, mandula-, olaj- és borkereskedelmet bonyolított le. A kor legismertebb halmártását, a garumot jelentős mennyiségben exportáltak Rómába.
A mór megszállás alatt Malaqah néven létezett a város. A kereskedelem és a kikötő jelentősége tovább nőtt a Granadai Emírség idején. 1487 után a kasztíliaiak uralmával a kikötő stratégiai fontosságú lett. A spanyol katonák itt szálltak hajóra, akik a Rif-hegység, Melilla, Peñon de Velez és Orán meghódítására indultak.

### Spanyol Birodalom
A málagai kikötő a 16. és 17. század folyamán Spanyol Birodalom legfőbb gabona- és kereskedelmi kikötője volt, különösképpen a Habsburg uralom és a felvilágosodás idejére. 1720-ben V. Fülöp király a francia Bartolome Thulus mérnököt bízta meg a kikötő kibővítésével kapcsolatos munkálatokra, hogy az kereskedelmi és hadi szükségleteket is jobban ki tudjon szolgálni. Ekkor épült meg a keleti dokk és az új móló.

### 20. század
1900 és 1910 között teljes körű felújítási és bővítési munkálatok zajlottak, aminek eredményeképp a kikötő elnyerte mai arculatát. 1920-ra megépült a Málaga–Puertollano közti olajvezeték, amivel olajexportot is tudott bonyolítani a kikötő.
A második világháború után a kikötő elvesztette addigi jelentőségét, hisz sorra épültek az új kikötők Észak-Afrikában és a Közel-Keleten. A háború utáni újjáépítésben a kikötőlétesítményeket átették Rotterdamba.

## Kikötőlétesítmények
A kikötő felépítése:
- Keleti Dokk: Az üdülőhajók beszállóhelye
- 1-es móló: Megajachtok és üdülőhajók
- 2-es móló: Üdülőhajók
- 3-as móló: RoRo hajók
- 4-es móló: RoRo, Ömlesztett-,Darab áruszállító hajók
- 5-ös móló: Uszódokk, hajójavítóműhely és védelmi hajók
- 6-os móló: Ömlesztett-, veszélyes áruszállító hajók
- 7-es móló: Ömlesztett-, veszélyes áruszállító hajók
- 9-es móló: több célra használható móló, konténerhajók, RoRo

Évente 296 ezer TEU áruforgalmat bonyolít le valamint 39 ezer járművet szállítanak a kikötőbe. Ömlesztettáruból évi 70 ezer metrikus tonna forgalmat bonyolít le a kikötő. Évente 211 ezer utas és 220 üdülőhajó fordul meg a kikötőben.